# カントリー娘。大全集①
『カントリー娘。大全集①』（カントリーむすめだいぜんしゅう1）は、カントリー娘。の1枚目のアルバムである。2001年12月12日、アップフロントワークス（zetima)より発売。

## 概要
- 「カントリー娘。」期から「カントリー娘。に石川梨華（モーニング娘。）」期まで。

## 収録曲
1. 初めてのハッピーバースディ!／カントリー娘。に石川梨華(モーニング娘。)
ボーカル：りんね・あさみ・石川梨華（モーニング娘。）
（作詞：つんく、作曲：つんく、編曲：高橋諭一）
2. 雪景色／カントリー娘。 
ボーカル：りんね
（作詞：森高千里、作曲：つんく、編曲：高橋諭一）
3. 恋人は心の応援団／カントリー娘。に石川梨華(モーニング娘。)
ボーカル：りんね・あさみ・石川梨華（モーニング娘。）
（作詞：つんく、作曲：つんく、編曲：高橋諭一）
4. 北海道シャララ／カントリー娘。 
ボーカル：りんね
（作詞：まこと＆つんく、作曲：つんく、編曲：高橋諭一）
5. 女の子の取り調べタイム♥／ゲスト:石川梨華(モーニング娘。)
ボーカル：りんね・あさみ、ゲストボーカル：石川梨華
（作詞：まこと＆つんく、作曲：つんく、編曲：23's[注 1]）
6. 恋がステキな季節／カントリー娘。 
ボーカル：りんね・あさみ
（作詞：つんく、作曲：つんく、編曲：高橋諭一）
7. 二人の北海道／カントリー娘。
ボーカル：りんね・あさみ・あずさ
（作詞：森高千里、作曲：つんく、編曲：前嶋康明）
8. 片想いはホットミルク／カントリー娘。 
ボーカル：あさみ
（作詞：まこと、作曲：つんく、編曲：松尾和博）
9. 雪だより／カントリー娘。 
ボーカル：りんね
（作詞：森高千里、作曲：つんく、編曲：高橋諭一）
10. どっちが綺麗ですか…／カントリー娘。 
ボーカル：りんね
（作詞：まこと、作曲：つんく、編曲：高橋諭一）
11. あぁ恋しくて／カントリー娘。
ボーカル：りんね・あさみ
（作詞：つんく、作曲：つんく、編曲：高橋諭一）

注釈
1. ↑  23's - 湯浅公一、生方信堂、宗秀治、阿部薫からなるアレンジャーユニット